# Ліщя
Ліщя або Лісчя (фр. Liscia корс. Liscia) — річка Корсики (Франція). Довжина 12,9 км, витік знаходиться на висоті 1 150 метрів над рівнем моря на західних схилах гори Пунта Сант'Елізео (Punta Sant' Eliseo) (1271 м). Впадає в Середземне море.
Протікає через комуни: Сарі-д'Орчино, Каннелле, Сант'Андреа-д'Орчино, Калькатоджо і тече територією департаменту Південна Корсика та кантоном: Круцині-Чинарка (Cruzini-Cinarca)